# Martí monument

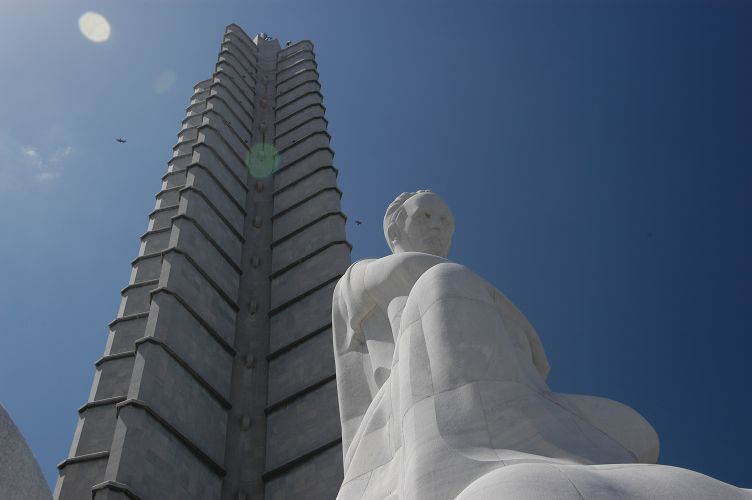
Martí monument in Vedado

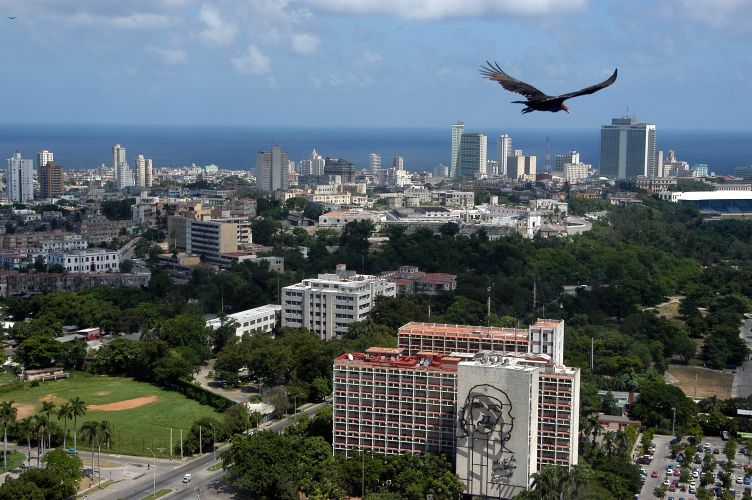
Zicht van het monument richting Havana Centrum en Vedado

Het Martí monument op de Plaza de la Revolución in Havana is een monument voor Cuba's nationale held José Martí. Het werd gebouwd tussen 1953 en 1959. Het monument is 112 meter hoog en heeft van bovenaf gezien de vorm van een ster.
Voor de toren staat een standbeeld van José Martí. In de voet van het monument bevinden zich verschillende zalen, waar onder meer lezingen worden gegeven en waar de geschiedenis van de socialistische revolutie in de verschillende werelddelen wordt uitgebeeld en een museum. Tevens zijn er ruimtes waar de relatiegeschenken aan Cuba worden getoond. Er is ook een permanente expositie rond de figuur van Martí.
Voor het monument strekt zich Havana's belangrijkste plein uit: de Plaza de la Revolución. Het plein is bekend van de redevoeringen van Fidel Castro. Het kwam voor dat meer dan een miljoen mensen in een verzengende hitte uren naar hem luisterden. 
Het plein wordt begrensd door gebouwen van ministeries, de Nationale Bibliotheek en het Teatro Nacional. Allen gebouwd voor 1959. Op de gevel van het gebouw van het Ministerie van Binnenlandse Zaken is een immense staalsculptuur te zien die Che Guevara afbeeldt. Zij werd geïnspireerd op een foto gemaakt door Alberto Korda. Het opschrift bij de sculptuur luidt: "Hasta la victoria siempre", de lijfspreuk van Guevara. Tegen de voorgevel van een ander gebouw werd een sculptuur aangebracht die Camilo Cienfuegos voorstelt. 